# Halictonomia decemmaculata
Halictonomia decemmaculata là một loài Hymenoptera trong họ Halictidae. Loài này được Friese mô tả khoa học năm 1900.